# Urfugl (dokumentarfilm)
|  | Denne artikel er oprettet af botten Steenthbot ud fra en ekstern database. Den kan derfor have sproglige fejl eller mangler. Denne skabelon kan fjernes efter kontrol af indholdet. |

Urfugl er en dansk dokumentarfilm fra 1969 instrueret af Tue Ritzau.

## Handling
Optagelser af urfuglen i dens naturlige miljø.